# Демьянов, Александр Петрович
Алекса́ндр Петро́вич Демья́нов (псевдоним в НКВД — «Гейне», в Абвере — «Фламинго» 1910—1975) — сотрудник советских органов госбезопасности (внешняя разведка и контрразведка).
Отдельные источники заявляют с опорой на мемуары Судоплатова, что псевдонимом Демьянова в Абвере был Макс, связывая его с «Бюро Клатта». По данным немецкого историка Винфрида Майера, а также российского историка Алексея Исаева, «Макс» не был псевдонимом Демьянова в Абвере.

## Биография
Происходил из знатной казачьей семьи (по отцовской линии был правнуком казачьего атамана Головатого), дворянин. Его отец, офицер царской армии, умер от ран в 1915 году, мать Мария Николаевна урождённая Кульнева — выпускница Бестужевских курсов — была хорошо известна дворянскому Петербургу.
В детстве ему пришлось узнать весь ужас Гражданской войны (красного и белого террора). В середине 20-х годов с матерью возвратился в Ленинград, где начал работать электромонтажником, учился в Ленинградском Политехническом институте, из которого был отчислен как «социально чуждый элемент». В 1929 году по доносу был арестован «за хранение оружия» (пистолет, как выяснилось, был ему подброшен) и «антисоветскую пропаганду». В этом же году он был завербован ОГПУ, дав согласие на негласное сотрудничество. Был женат на Татьяне Борисовне Березанцевой, дочери популярного медика, профессора. Жена и тесть Демьянова также являлись негласными агентами НКВД. С начала 30-х годов его переводят в Москву, где он, работая инженером в «Главкинопрокате», входит в артистический круг, по заданию разведки он устанавливает контакты с иностранными журналистами, дипломатами, театрально-художественной богемой. Вскоре он стал объектом интереса немецкой разведки.
С началом Великой Отечественной войны активно готовится к операции «Монастырь», которая разрабатывалась как радиоигра специально для борьбы с Абвером. В декабре 1941 года был переправлен за линию фронта близ Можайска с легендой, согласно которой он являлся эмиссаром антисоветской и прогерманской организации «Престол». Добившись доверия руководства Абвера, 15 марта 1942 года был заброшен немцами на советскую территорию.
В Москве он — «резидент немецкой разведки» — был тайно устроен НКВД на службу младшим офицером связи в Генштаб Красной Армии. Результатом контрразведывательной работы Демьянова стал захват более двадцати вражеских агентов. Переданы немцам сотни дезинформационных сообщений. Судоплатов вспоминал: 

Дезинформация порой имела стратегическое значение. Так, 4 ноября 1942 года «Гейне» — «Макс» сообщил, что Красная Армия нанесёт немцам удар 15 ноября не под Сталинградом, а на Северном Кавказе и под Ржевом. Немцы ждали удара под Ржевом и отразили его. <…> Не подозревавший об этой радиоигре Жуков заплатил дорогую цену — в наступлении под Ржевом полегли тысячи и тысячи наших солдат, находившихся под его командованием. В своих мемуарах он признает, что исход этой наступательной операции был неудовлетворительным. Но он так никогда и не узнал, что немцы были предупреждены о нашем наступлении на ржевском направлении, поэтому бросили туда такое количество войск.
С августа 1944 по май 1945 года он участвовал в новой контрразведывательной операции «Березино». После войны была предпринята попытка использовать Демьянова с разведывательными целями в Париже, но эмигрантские круги не проявили к нему интереса, и он вместе с женой — помощницей возвратился в Москву. В последующие годы работал инженером-электриком в одном из научно-исследовательских институтов.
Награждён орденом Красной Звезды.
Умер от инфаркта, катаясь в лодке по Москве-реке. Похоронен на Введенском кладбище (16 уч.).

## Комментарии
1. ↑  По официальным советским данным, безвозвратные потери советских войск составили 70 373 человек, санитарные — 145 301 (всего 215 674 человек, или 8295 человек в сутки). Приведено по: «Гриф секретности снят: Потери Вооруженных Сил СССР в войнах, боевых действиях и военных конфликтах: Стат. исслед.»/ Г. Ф. Кривошеев, В. М. Андроников, П. Д. Буриков. — М.: Воениздат, 1993.